# Pericalina
Sous-tribu
Synonymes
- Mormolycites Blanchard, 1845 Mormolycina
- Coptoderides Chaudoir, 1848
- Thyreopterides Chaudoir, 1869
- Eucheilina Bates, 1883
- Miscelini Sloane, 1907
- Periglossinae Liebke, 1929
- Catascopi Csiki, 1932
- Lobadontini Jeannel, 1949
- Thysanotini Jeannel, 1949

Les Pericalina sont une sous-tribu de coléoptères de la famille des Carabidae, de la sous-famille des Harpalinae, de la super-tribu des Lebiitae et de la tribu des Lebiini.

## Genres
Agonocheila - 
Allophanes - 
Allophanopsis - 
Amblops - 
Amphimenes - 
Amphimenoides - 
Antimerina - 
Arsinoe - 
Auchmerus - 
Brachychila - 
Brachyctis - 
Catascopellus - 
Catascopus - 
Coptodera - 
Coptoptera - 
Coptopterella - 
Coptopterina - 
Crassagena - 
Cylindropectus - 
Dolichoctis - 
Dontolobus - 
Drymatus - 
Eucheila - 
Eurycoleus - 
Eurydera - 
Formosiella - 
Gidda - 
Glyphodactyla - 
Gnopheroides - 
Holcoderus - 
Horniulus - 
Labocephalus - 
Lelis - 
Lioptera - 
Lobodontidius - 
Lobodontulus - 
Lobodontus - 
Madecassellus - 
Madecassina - 
Mascarenhia - 
Meleagros - 
Menarus - 
Metascopus - 
Minuphloeus - 
Minuthodes - 
Miscelus - 
Mochtheroides - 
Mochtherus - 
Mormolyce - 
Mormolycina - 
Morphaeus - 
Neocoptodera - 
Nycteis - 
Oreodicastes - 
Oxyodontus - 
Paradolichoctis - 
Pareurydera - 
Pectinitarsus - 
Pericalus - 
Peripristus - 
Philophlaeus - 
Phloeoxena - 
Praepristus - 
Pristacrus - 
Pseudomenarus - 
Pseudosinurus - 
Serrimargo - 
Sfitakantha - 
Sinurus - 
Stenognathus - 
Stenotelus - 
Stilboma - 
Stricklandiana - 
Tantillus - 
Teradaia - 
Thyreochaetus - 
Thyreopterus - 
Thysanotus - 
Trichocoptodera - 
Xenitenopsis - 
Xenitenus